# Alexander Korda
Sir Alexander Korda, născut Sándor László Kellner, (n. 16 septembrie 1893, Pusztatúrpásztó, Austro-Ungaria - d. 23 ianuarie 1956, Londra) a fost un regizor și producător de film britanic de origine maghiară.

## Viața
Korda a turnat primul film mut în Ungaria în 1914, iar mai târziu a turnat câteva filme remarcabile în Austria. La sfârșitul anilor 1920 s-a mutat în Anglia, iar după apariția filmului cu sonor, a turnat exclusiv în Anglia. În calitate de producător, a promovat tinere talente, actori și regizori, astfel că în anii 1930 i-a lansat pe Laurence Olivier, David Lean și Carol Reed.
Alexander Korda a murit în anul 1956, ca urmare a unui infarct miocardic.
A fost fratele regizorului Zoltan Korda și al scenografului Vincent Korda.

## Filmografie

### Filme mute
- 1916 Bancnota de un milion de lire, comedie după Mark Twain - producător Jenő Janovics (reecranizat în 1954 sub titlul Bancnota de 1.000.000 lire sterline)
- 1920 Prinț și cerșetor, după Mark Twain
- 1922 Stăpânii mării cu Max Devrient
- 1922 Samson și Dalila
- 1924 Femeia orișicui
- 1924 Tragedie în Casa de Habsburg cu Friedrich Kayßler
- 1927 O Dubarry din ziua de azi cu Hans Albers și Marlene Dietrich
- 1927 Viața privată a Elenei din Troia
- 1928 Paznicul de noapte cu Paul Lukas

### Filme sonore
- 1930 Lilies of the Field
- 1931 Marius - regia Marcel Pagnol
- 1933 Viața privată a lui Heinrich al VIII-lea (The Private Life of Henry VIII.) cu Charles Laughton și Robert Donat
- 1934 Viața particulară a lui Don Juan (The Private Life of Don Juan) (cu Douglas Fairbanks Senior și Merle Oberon)
- 1936 Rembrandt, cu Charles Laughton
- 1941 Lady Hamilton (That Hamilton Woman), cu Vivien Leigh cu Laurence Olivier
- 1945 Perfect Strangers cu Robert Donat și Deborah Kerr
- 1947 An Ideal Husband cu Paulette Goddard

### Filme (ca producător)
- 1934 The Scarlett Pimpernel regia: Harold Young (cu Leslie Howard și Merle Oberon)
- 1936 The Man Who Could Work Miracles, regia: Lothar Mendes
- 1937 Eu, Claudius, regia: Josef von Sternberg (cu Charles Laughton și Merle Oberon)
- 1937 Elephant Boy, regia: Zoltan Korda (cu Sabu Dastagir)
- 1939 Cele patru pene, regia: Zoltan Korda
- 1940 Hoțul din Bagdad, regia: Ludwig Berger (cu Sabu Dastagir și Conrad Veidt)
- 1941 Lydia, regie: Julien Duvivier (cu Merle Oberon)
- 1942 A fi sau a nu fi, regie: Ernst Lubitsch (cu Carole Lombard și Jack Benny)
- 1942 Cartea junglei (Jungle Book), regia: Zoltan Korda (cu Sabu)
- 1948 Ana Karenina, regia: Julien Duvivier (cu Vivien Leigh și Ralph Richardson)
- 1949 Al treilea om, regia: Carol Reed (cu Joseph Cotten și Orson Welles)
- 1955 Storm over the Nile, regia: Zoltan Korda